# Asperula oppositifolia
Asperula oppositifolia là một loài thực vật có hoa trong họ Thiến thảo. Loài này được Regel & Schmalh. mô tả khoa học đầu tiên năm 1882.